# Trigonométrie du tétraèdre
En géométrie, la trigonométrie du tétraèdre est l'ensemble des relations existant entre les longueurs des arêtes et les divers angles d'un tétraèdre (quelconque).

## Quantités trigonométriques

### Définitions et notations
Soit {\displaystyle X={\overline {P_{1}P_{2}P_{3}P_{4}}}} un tétraèdre quelconque, où {\displaystyle P_{1},P_{2},P_{3}} et {\displaystyle P_{4}} sont des  points arbitraires (mais non coplanaires) de l'espace à trois dimensions. Les quantités trigonométriques associés sont les longueurs des six arêtes et les aires des quatre faces, les douze angles des quatre faces, les six angles dièdres entre les faces, et les quatre angles solides aux sommets. Plus précisément, si on note {\displaystyle e_{ij}} l'arête joignant {\displaystyle P_{i}} et {\displaystyle P_{j}}, et  {\displaystyle F_{i}} la face opposée à {\displaystyle P_{i}} (et donc {\displaystyle F_{i}={\overline {P_{j}P_{k}P_{l}}}}), avec {\displaystyle i,j,k,l\in \{1,2,3,4\}} et {\displaystyle i\neq j\neq k\neq l}, on pose
- {\displaystyle d_{ij}} = la longueur de l'arête {\displaystyle e_{ij}} ;
- {\displaystyle \alpha _{i,j}} = l'angle au sommet {\displaystyle P_{i}} sur la face {\displaystyle F_{j}} (autrement dit, l'angle {\displaystyle {\widehat {P_{i}P_{k},P_{i}P_{l}}}}) ;
- {\displaystyle \theta _{ij}} = l'angle dièdre entre les deux faces adjacentes à l'arête {\displaystyle e_{ij}} ;
- {\displaystyle \Omega _{i}} = l'angle solide au sommet {\displaystyle P_{i}}.
- {\displaystyle \Delta _{i}} = l'aire de la face {\displaystyle F_{i}}.

### Aires et volume
Soit {\displaystyle \Delta _{i}} l'aire de la face {\displaystyle F_{i}}. Connaissant les trois longueurs des arêtes, on a (formule de Héron)
{\displaystyle \Delta _{i}={\sqrt {\frac {(d_{jk}+d_{jl}+d_{kl})(-d_{jk}+d_{jl}+d_{kl})(d_{jk}-d_{jl}+d_{kl})(d_{jk}+d_{jl}-d_{kl})}{16}}}}
(ou plus simplement, connaissant l'un des angles, {\displaystyle \Delta _{i}={\frac {1}{2}}d_{jk}d_{jl}\sin \alpha _{j,i}}).
Soit {\displaystyle h_{i}} la hauteur menée de {\displaystyle P_{i}},  c'est-à-dire la distance du sommet {\displaystyle P_{i}} à la face {\displaystyle F_{i}}. Le volume du tétraèdre est donné par {\displaystyle V={\frac {1}{3}}\Delta _{i}h_{i}} ; il peut s'exprimer directement à l'aide des carrés des longueurs des arêtes par le déterminant de Cayley-Menger : 
{\displaystyle 288V^{2}={\begin{vmatrix}2d_{12}^{2}&d_{12}^{2}+d_{13}^{2}-d_{23}^{2}&d_{12}^{2}+d_{14}^{2}-d_{24}^{2}\\d_{12}^{2}+d_{13}^{2}-d_{23}^{2}&2d_{13}^{2}&d_{13}^{2}+d_{14}^{2}-d_{34}^{2}\\d_{12}^{2}+d_{14}^{2}-d_{24}^{2}&d_{13}^{2}+d_{14}^{2}-d_{34}^{2}&2d_{14}^{2}\end{vmatrix}}}.

## Résultats préliminaires

### Triangles affines
La face {\displaystyle F_{i}} est un triangle dont les côtés ont pour longueurs {\displaystyle d_{jk},d_{jl},d_{kl}} et les angles respectifs opposés à ces côtés sont {\displaystyle \alpha _{l,i},\alpha _{k,i},\alpha _{j,i}}. Les relations classiques de la trigonométrie du triangle s'appliquent, par exemple on a (loi des cosinus) {\displaystyle d_{kl}^{2}=d_{jk}^{2}+d_{jl}^{2}-2d_{jk}d_{jl}\cos \alpha _{j,i}.}

### Triangles projectifs
Le drapeau au sommet {\displaystyle P_{i}} (c'est-à-dire l'ensemble des arêtes et des faces passant par lui) peut être interprété par projection centrale à partir du sommet comme un triangle sphérique, dont les sommets sont les trois arêtes, les côtés sont les trois faces ayant pour longueur (sur la sphère unité) {\displaystyle \alpha _{i,j},\alpha _{i,k},\alpha _{i,l}}, et les angles sont respectivement les angles dièdres {\displaystyle \theta _{ij},\theta _{ik},\theta _{il}}. Les relations classiques de la trigonométrie sphérique s'appliquent, et on a par exemple (formule des cosinus) {\displaystyle \cos \alpha _{i,j}=\cos \alpha _{i,k}\,\cos \alpha _{j,k}+\sin \alpha _{i,k}\,\sin \alpha _{j,k}\,\cos \theta _{i,j}~.}

## Relations trigonométriques dans le tétraèdre

### Théorème des sinus alternés
Parmi les neuf angles des trois faces concourantes au sommet {\displaystyle P_{i}}, les six n'ayant pas {\displaystyle P_{i}} comme sommet sont liés par l'identité suivante  (correspondant à des rotations autour de {\displaystyle P_{i}} dans les deux sens possibles) : {\displaystyle \sin \alpha _{j,l}\sin \alpha _{k,j}\sin \alpha _{l,k}=\sin \alpha _{j,k}\sin \alpha _{k,l}\sin \alpha _{l,j}}.

### Espace des formes
Les quatre identités ainsi obtenues ne sont pas indépendantes : en multipliant membre à membre trois d'entre elles et en simplifiant, on obtient la quatrième. Partant d'un ensemble de douze angles arbitraires, ces trois identités et les quatre contraintes sur la somme des trois angles de chaque face (devant être égale à  π) impliquent que l'espace des formes des tétraèdres doit être de dimension 5, ce que confirme le fait que les 6 longueurs des arêtes déterminent un tétraèdre unique, et donc tous les tétraèdres de même forme lui étant  homothétiques, la donnée de cinq nombres suffit pour caractériser la forme.

### Loi des sinus
La valeur absolue du sinus polaire (psin) des vecteurs normaux aux trois faces ayant un sommet en commun, divisée par l'aire de la quatrième face, ne dépend pas du choix de ce sommet :
{\displaystyle {\begin{aligned}&{\frac {{\bigl |}\operatorname {psin} (\mathbf {n_{2}} ,\mathbf {n_{3}} ,\mathbf {n_{4}} ){\bigr |}}{\Delta _{1}}}={\frac {{\bigl |}\operatorname {psin} (\mathbf {n_{1}} ,\mathbf {n_{3}} ,\mathbf {n_{4}} ){\bigr |}}{\Delta _{2}}}={\frac {{\bigl |}\operatorname {psin} (\mathbf {n_{1}} ,\mathbf {n_{2}} ,\mathbf {n_{4}} ){\bigr |}}{\Delta _{3}}}={\frac {{\bigl |}\operatorname {psin} (\mathbf {n_{1}} ,\mathbf {n_{2}} ,\mathbf {n_{3}} ){\bigr |}}{\Delta _{4}}}\\[4pt]={}&{\frac {(3\operatorname {Volume} _{\mathrm {tetraedre} })^{2}}{2\Delta _{1}\Delta _{2}\Delta _{3}\Delta _{4}}}\,.\end{aligned}}}
(plus généralement, pour un n-simplexe (par exemple un triangle (n = 2), où cette formule correspond à la loi des sinus, ou un pentachore (n = 4), etc.) d'un espace euclidien de dimension n,  on a la même relation, la valeur commune étant {\displaystyle {\frac {(nV)^{n-1}}{(n-1)!P}}}, où V  est le volume du simplexe, et P le produit des aires de ses faces).

### Loi des  cosinus
Un analogue de la loi des cosinus  relie les aires des faces aux angles dièdres : {\displaystyle \Delta _{i}^{2}=\Delta _{j}^{2}+\Delta _{k}^{2}+\Delta _{l}^{2}-2(\Delta _{j}\Delta _{k}\cos \theta _{il}+\Delta _{j}\Delta _{l}\cos \theta _{ik}+\Delta _{k}\Delta _{l}\cos \theta _{ij})}.

### Relation entre les angles dièdres
En projetant (orthogonalement) les trois faces {\displaystyle F_{i},F_{j},F_{k}} sur le plan de la face {\displaystyle F_{l}}, et en posant {\displaystyle c_{ij}=\cos \theta _{ij}}, on voit facilement que l'aire de la face {\displaystyle F_{l}} est la somme (algébrique) des aires projetées, c'est-à-dire que {\displaystyle \Delta _{l}=\Delta _{i}c_{jk}+\Delta _{j}c_{ik}+\Delta _{k}c_{ij}} ; on en déduit le système linéaire homogène
{\displaystyle {\begin{cases}-\Delta _{1}+\Delta _{2}c_{34}+\Delta _{3}c_{24}+\Delta _{4}c_{23}=0\\\Delta _{1}c_{34}-\Delta _{2}+\Delta _{3}c_{14}+\Delta _{4}c_{13}=0\\\Delta _{1}c_{24}+\Delta _{2}c_{14}-\Delta _{3}+\Delta _{4}c_{12}=0\\\Delta _{1}c_{23}+\Delta _{2}c_{13}+\Delta _{3}c_{12}-\Delta _{4}=0\end{cases}}}. Puisque ce système a la solution non triviale correspondant au tétraèdre, c'est  que le déterminant{\displaystyle {\begin{vmatrix}-1&c_{34}&c_{24}&c_{23}\\c_{34}&-1&c_{14}&c_{13}\\c_{24}&c_{14}&-1&c_{12}\\c_{23}&c_{13}&c_{12}&-1\end{vmatrix}}} est nul. 
Développant ce déterminant, on obtient une relation entre les angles dièdres : {\displaystyle 1-\sum _{1\leq i<j\leq 4}c_{ij}^{2}+\sum _{j=2 \atop k\neq l\neq j}^{4}c_{1j}^{2}c_{kl}^{2}=2\left(\sum _{i=1 \atop j\neq k\neq l\neq i}^{4}c_{ij}c_{ik}c_{il}+\sum _{2\leq j<k\leq 4 \atop l\neq j,k}c_{1j}c_{1k}c_{jl}c_{kl}\right)}.

### Distances entre les arêtes
Par hypothèses, les deux arêtes  {\displaystyle e_{ij}} et {\displaystyle e_{kl}}  sont non coplanaires ; notant {\displaystyle P_{ij}} (sur {\displaystyle e_{ij}}) et  {\displaystyle P_{kl}}  (sur {\displaystyle e_{kl}}) les pieds de leur perpendiculaire commune (c'est-à-dire que la droite {\displaystyle (P_{ij}P_{kl})} est orthogonale aux deux arêtes), la  distance entre les deux arêtes, {\displaystyle R_{ij}}, est par définition la longueur du segment {\displaystyle [P_{ij},P_{kl}]} (c'est la plus courte distance entre deux points quelconques des arêtes).
Des calculs trigonométriques élémentaires, mais assez pénibles, aboutissent à la formule suivante :
{\displaystyle R_{ij}={\frac {12V}{\sqrt {4d_{ij}^{2}d_{kl}^{2}-(d_{ik}^{2}+d_{jl}^{2}-d_{il}^{2}-d_{jk}^{2})^{2}}}}},
où le dénominateur est une variante de la formule de Bretschneider pour les quadrilatères.